# 마고 데 오스
마고 데 오스(스페인어: Mägo de Oz→오즈의 마법사)은 스페인의 록 밴드이다.